# 気虚
気虚（ききょ）とは、中医学、漢方医学の概念で、気が不足し元気がない状態のことをいう。

## 症状
全身脱力、息切れ、元気がない、話したがらない、音声が低い、脱力感、呼吸が浅いなどの症状が出る。脈は弱。

## 病態
- 肝気虚
- 心気虚
- 肺気虚
- 脾気虚
- 腎気虚
- 胆気虚